# Thomas Ebermann

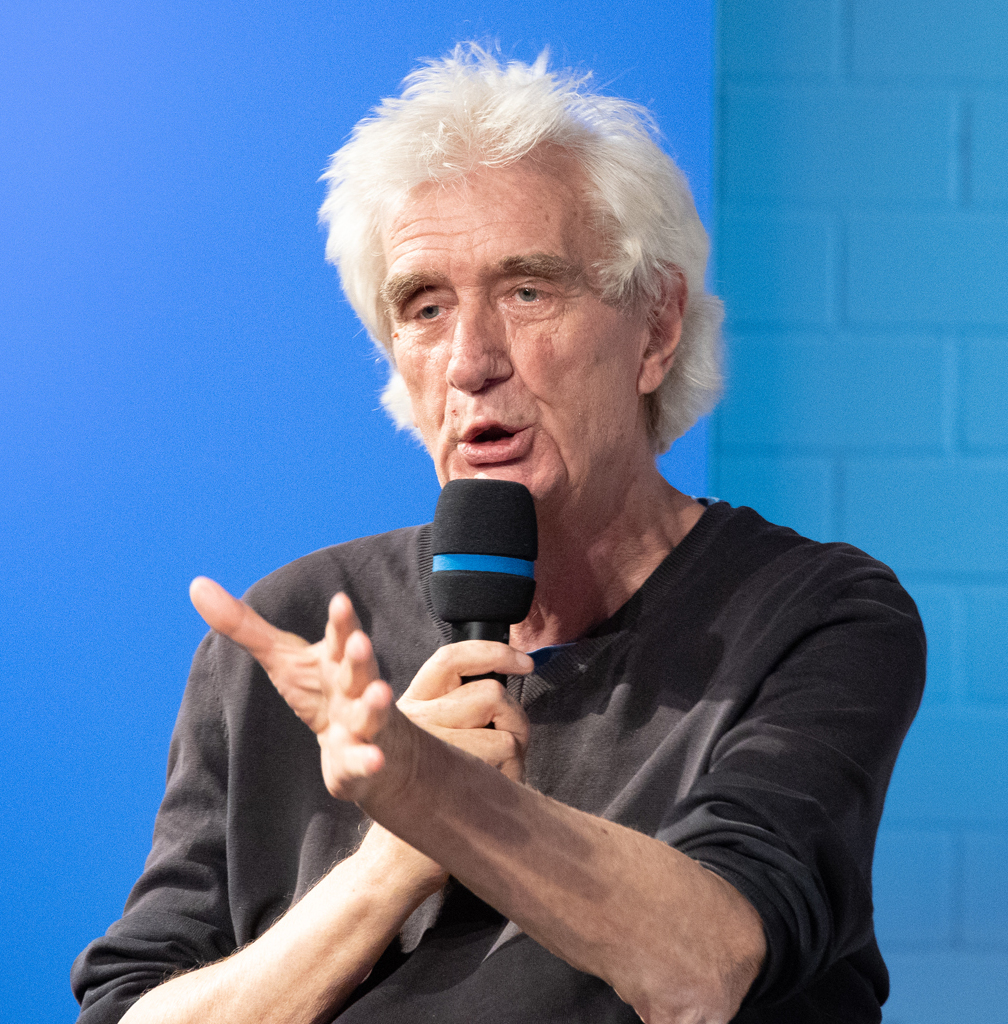
Thomas Ebermann, 2022

Thomas Ebermann (* 18. April 1951 in Hamburg) ist ein deutscher Publizist und Politiker. Nach seinem Engagement beim Kommunistischen Bund war er 1980 an der Gründung der Partei Die Grünen in der Bundesrepublik Deutschland beteiligt. Unter anderem war er ab 1982 Abgeordneter der Hamburgischen Bürgerschaft und von 1987 bis 1989 als Bundestagsabgeordneter Fraktionssprecher der Grünen im Bundestag. Als Vertreter des ökosozialistischen, linken Flügels trat er zusammen mit anderen Ökosozialisten 1990 aus Protest gegen die „realpolitische Tendenz der Grünen“ aus der Partei aus. In seiner publizistischen Arbeit analysiert Ebermann die gesellschaftspolitische Situation, oft mit satirisch-polemischen Untertönen.

## Leben
Thomas Ebermann arbeitete nach Abschluss der Realschule als Erziehungshelfer in einem Jugendheim, danach bei den Phoenix-Gummiwerken und auf der Norddeutschen Affinerie. Dazwischen leistete er den Grundwehrdienst bei der Bundeswehr ab.
Über das Bergedorfer Arbeiter- und Lehrlingszentrum (BALZ) kam er zum Hamburger Sozialistischen Arbeiter- und Lehrlingszentrum (SALZ), aus dem sich durch den Zusammenschluss mit dem Kommunistischen Arbeiterbund (KAB) Ende 1971 der Kommunistische Bund (KB) bildete. Innerhalb des KB war Ebermann unter dem Namen „Langer“ bekannt und insbesondere in der Afrika-Kommission tätig, die sich mit den Befreiungsbewegungen in Afrika beschäftigte und besondere Beziehungen zur MPLA in Angola unterhielt.
1978 engagierte er sich bei der Bildung der Bunten Liste in Hamburg und beteiligte sich an der Gründung der Partei „Die Grünen“ im Jahre 1980. Gleichzeitig trennte er sich mit der Gruppe Z vom Kommunistischen Bund. Innerhalb der Grünen war er mit Rainer Trampert einer der Exponenten des ökosozialistischen Parteiflügels. 1982 wurde er mit der GAL Mitglied der Hamburger Bürgerschaft (bis 1984) und deren Fraktionsvorsitzender. Die GAL führte 1982 erstmals Gespräche über die Tolerierung einer SPD-Minderheitsregierung („Hamburger Verhältnisse“), durch die Ebermann bundesweit bekannt wurde. Im August 1982 nahm Ebermann, der zu jener Zeit bereits Abgeordneter der Bürgerschaft war, zusammen mit 58 weiteren Personen an der Besetzung einer leerstehenden Polizeiwache in Hamburg teil und wurde vorübergehend von der Polizei festgenommen.
1987 zog er über die Hamburger Landesliste der Grünen in den Bundestag ein, dem er bis 1989 angehörte. Er setzte sich bei der Wahl der Fraktionssprecher knapp gegen Otto Schily durch; später beklagte er seine Einflusslosigkeit in der von Realos geprägten Fraktion. Am 6. April 1990 verließ er gemeinsam mit Rainer Trampert und 44 anderen die Grünen. Er ist bis heute publizistisch in der linken Szene präsent.

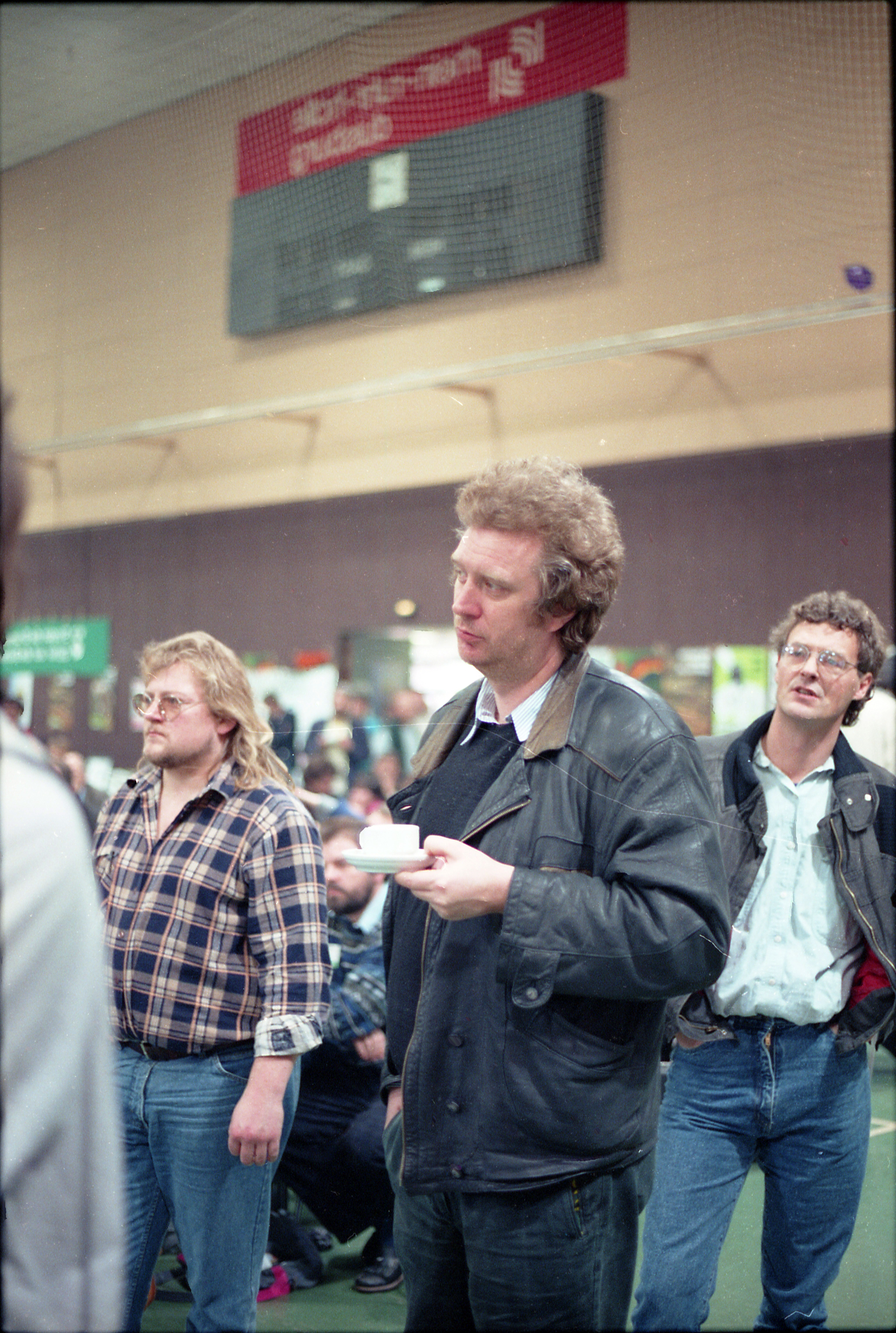
Ebermann auf dem Bundesparteitag der Grünen 1989 in Duisburg

Ebermann lebt in Hamburg, ist als Publizist tätig und tritt an der Seite von Rainer Trampert in politisch-satirischen Lesungen „Sachzwang und Gemüt“ auf. Für die Kleinkunstbühne Polittbüro von Lisa Politt und Gunter Schmidt in Hamburg gestaltet der langjährige konkret-Autor und Satiriker die „Vers- und Kaderschmiede“. Im Polittbüro wurde 2006 eine von Ebermann für die Bühne erarbeitete Fassung der Erzählung Der Ordner des Endspiels von Hermann Kant aufgeführt. Mitwirkende: Thomas Ebermann, Roland Beyer, Ruth Marie Kröger, Matthias Scheuring und Michael Weber. 2012 hatte sein Theaterstück Der Firmenhymnenhandel in Hamburg Premiere. Seit 2019 führt er gemeinsam mit Thorsten Mense den Anti-Heimatabend auf, der auch online zu sehen ist.

## Zitate
- „Links sein heißt kein Vaterland haben, nicht um einen nationalen Standort in der Welt rangeln, sondern denen, die in diesem System das Sagen haben, die Pest an den Hals zu wünschen.“[8]
- „Der Trabrennsport ist der Pferdesport der Arbeiterklasse.“[9]

## Werke

### Bücher
- Die Zukunft der Grünen. Ein realistisches Konzept für eine radikale Partei. Konkret-Literatur-Verlag, Hamburg 1984, ISBN 3-922144-40-3 (Mit Rainer Trampert).
- Die Offenbarung der Propheten. Über die Sanierung des Kapitalismus, die Verwandlung linker Theorie in Esoterik, Bocksgesänge und Zivilgesellschaft. Konkret-Literatur-Verlag, Hamburg 1995, ISBN 3-89458-139-5 (Mit Rainer Trampert).
- Sachzwang & Gemüt. Sarkastische und analytische Texte über die Republik, die Welt und unsere Nachbarn. Konkret-Literatur-Verlag, Hamburg 2002, ISBN 978-3-89458-213-5 (mit Rainer Trampert).
- Moshe Zuckermann: Zweierlei Israel? Auskünfte eines marxistischen Juden an Thomas Ebermann, Hermann L. Gremliza und Volker Weiß (= konkret texte 34). Konkret Literatur Verlag, Hamburg 2003, ISBN 3-930786-39-7.
- Der Firmenhymnenhandel. Verbrecher Verlag, Berlin 2013, ISBN 978-3-943167-11-5.
- Linke Heimatliebe. Eine Entwurzelung. konkret texte 75, Konkret-Literatur-Verlag, Hamburg 2019, ISBN 978-3-930786-87-9.
- Störung im Betriebsablauf. Systemirrelevante Betrachtungen zur Pandemie. konkret texte 80, Konkret-Literatur-Verlag, Hamburg 2021, ISBN 978-3-930786-94-7.

### Aufsätze
- Rechts ist die deutsche Mitte, in: konkret, Nr. 12, 1989 (mit Georg Fülberth und Hermann L. Gremliza).
- Deutscher Sonderweg. Erläuterung keines Betriebsunfalles, in: Phase 2, Nr. 1, 2001.
- Kein guter Sport im Falschen, in: Rolf-Günther Schulze/Martin Krauß (Hrsg.): Wer macht den Sport kaputt? Doping, Kontrolle und Menschenwürde. Berlin: Verbrecher Verlag, 2008.
- Geschichte der antinationalen Linken, in: associazione delle talpe / Rosa Luxemburg Initiative Bremen (Hg.): Maulwurfsarbeit III, Berlin: Rosa-Luxemburg-Stiftung, 2015.
- Mit Keynes für Deutschland, in: konkret, Nr. 10, 2015.
- Rechte Leute von Links, in: konkret, Nr. 1, 2016.
- Die Nationale, in: konkret, Nr. 3, 2017.
- Die nächste Barbarei, in: konkret, Nr. 4, 2017.
- 30 Jahre sind genug, in: konkret, Nr. 10, 2020.
- Die Konstruktiven, in: konkret, Nr. 3, 2021.

### Vorträge
- Kritik des Linkskeynesianismus, 2012.
- Gewalt und Militanz, 2016.
- Das ganz Andere, 2016.
- mit Felix Klopotek und Jan Giolan: 50 Jahre Johannes Agnolis „Transformation der Demokratie“, 2017
- mit Hermann L. Gremliza: Scheiß Deutschland!, 2018.
- Normalität – Eine trostlose Hoffnung, 2020.

### Abendprogramme
- Verpaßt Deutschland den Anschluß? verlag die brotsuppe, Emmendingen 2000, ISBN 3-935240-00-7 (2 CDs. Mit Rainer Trampert).
- Bitteres Vergnügen. Eine satirische Lesung. konkret texte 45, Konkret Literatur Verlag, Hamburg 2008, ISBN 978-3-930786-52-7 (2 CDs. Mit Rainer Trampert).

### Streitgespräche
- mit Petra Groll und Jürgen Gottschlich: Lechts? Rinks? Oder was?, in: taz, 18. August 1998. (mit Andrea Fischer)
- Diskussion zu „Der kommende Aufstand“, 2011 (mit Hanna Mittelstädt, Karl-Heinz Dellwo und Andreas Blechschmidt).